# Otto Sperling (Polyhistor)
Otto Sperling, auch Otto Sperling der Jüngere (* 3. Januar 1634 in Christiania; † 18. März 1715 in Kopenhagen) war ein deutsch-dänischer Jurist und Polyhistor.

## Leben
Otto Sperling war ein Sohn des gleichnamigen Arztes Otto Sperling und dessen Ehefrau Margarethe Andreae († 1654). Er wurde während des Aufenthalts seiner Eltern in Christiania, dem heutigen Oslo, geboren. Kurz nach seiner Geburt zog die Familie auf das Gut Jernlös bei Kopenhagen, wo der Vater im Dienst von König Christian IV. stand.
Otto Sperling besuchte die Lateinschule in Bordesholm, deren Rektor Paul Sperling (1605–1679) sein Onkel war. Von 1652 bis 1655 studierte er Rechts- und Staatswissenschaften an der Universität Helmstedt, vor allem bei Hermann Conring, in dessen Hause er auch wohnte. Nach seinem Examen wurde er zuerst Informator eines Sohnes von Carl Gustaf Wrangel und begleitete ihn auf dessen Grand Tour durch Holland, England und Frankreich. 1659 war er kurzzeitig an der Universität Leiden immatrikuliert. Ab 1662 begleitete er als Hofmeister Leo Ulfeldt, den jüngsten Sohnes von Corfitz und Leonora Christina Ulfeldt, sowie Söhne holsteinischer Adliger. Dieser Kontakt zu dem in Dänemark als Verräter geltenden Ulfeldt wurde 1664 seinem Vater zum Verhängnis.

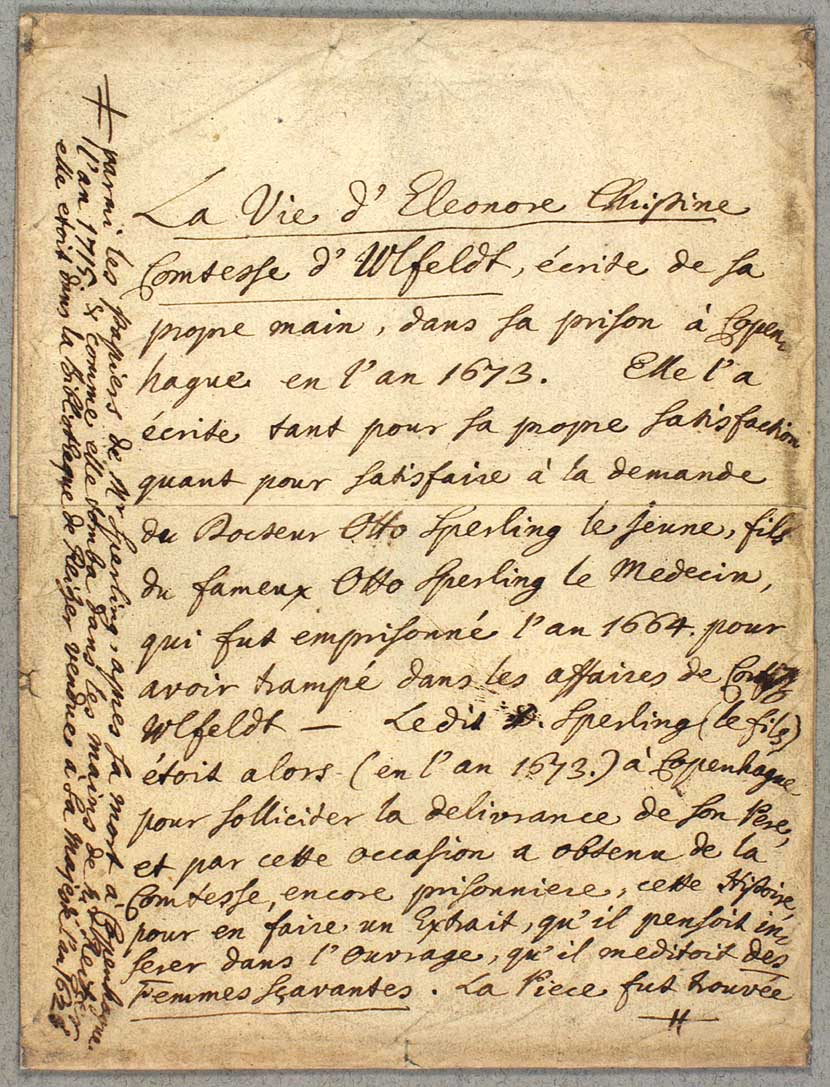
Beginn der französischen Autobiographie Leonora Christina Ulfeldts mit Erwähnung Sperlings

Nach dem Tod des dänischen Königs Friedrich III. und dem Regierungsantritt seines Sohnes Christian V. von Dänemark und Norwegen 1670 reiste Otto Sperling nach Kopenhagen, um sich für die Freilassung seines seit 1664 inhaftierten Vaters einzusetzen. Er hatte jedoch keinen Erfolg. Bei Besuchen im Blauen Turm ermunterte er seinen Vater und ebenso Leonora Christina Ulfeldt, ihre Memoiren zu verfassen, um die Meinung in Europa zu beeinflussen und so Druck auf die dänische Regierung auszuüben. Sein Vater verfasste daraufhin eine Autobiographie in deutscher Sprache; Leonora Christina begann ihre an Otto Sperling gerichtete Franske Selvbiografi in französischer Sprache und anschließend Jammers Minde in dänischer Sprache zu schreiben. Jammers Minde („Erinnerung an das Elend“, „Leidensgedächtnis“) gilt heute als das bedeutendste Prosawerk der dänischen Literatur des 17. Jahrhunderts.
1673 reiste Sperling nach Livland und auf die Insel Ösel. Am 9. Mai 1674 wurde er an der Universität Kiel zum Dr. jur. promoviert, wonach er sich als Anwalt in Hamburg niederließ.
Auf einer weiteren Reise als Hofmeister eines jungen Herrn von Buchwaldt kam er 1681 nach Paris, wo er von Jean-Baptiste Colbert zur Ordnung seiner Bibliothek angestellt wurde. Nach Colberts Tod 1683 kehrte er nach Hamburg zurück und praktizierte wieder als Anwalt. Die 1680er Jahre waren eine Zeit der innen- und außenpolitischen Krise in Hamburg, die in der Belagerung Hamburgs (1686) ihren Höhepunkt erreichten. Als Sperling sich in seiner Eigenschaft als Verteidiger des dänischen Obersten Johan Rantzau (1650–1708) in dessen Prozess gegen das Hamburger Handelshaus Stolley wegen einer Pistolen-Lieferung über die Langsamkeit des Gerichts beschwerte und die diplomatische Einmischung des dänischen Residenten Georg von Lincker veranlasste, nahm ihm das der Senat, der in Sperling einen geheimen dänischen Agenten vermutete, sehr übel. Er wurde verhaftet und einige Tage im Gefängnis auf dem Winserbaum festgehalten, bis er einen Revers unterzeichnet hatte.
Kaum frei geworden, begab er sich in den Schutz der dänischen Regierung, die ihn zum Rat und Mitglied des Obergerichtes für die Herrschaft Pinneberg und Altona in Glückstadt ernannte. Hier wurde er am 21. November 1687 beeidigt und eingeführt, behielt aber seine Wohnung in Hamburg und reiste nur zu der zeitweise abgehaltenen Sitzungsperiode auf 8 bis 14 Tage nach Glückstadt.
1690 siedelte er nach Kopenhagen über, wo er zuerst als Professor des dänischen Rechts, dann als Lehrer der Rhetorik und der Geschichte an der von 1690 bis 1710 bestehenden Ritterakademie tätig war, allerdings mit einer durch eine Intrige des Oberhofmeisters Marcus Gjöe (1635–1698) ausgelösten Unterbrechung von 1697 bis 1701.
1700 wurde er auf Vorschlag von John Woodward und Hans Sloane Mitglied (Fellow) der Royal Society.
Verschärft durch den Tod seiner Gönner und Unterstützer, darunter seiner Schwester musste er einen „geradezu existenzbedrohenden gesellschaftlichen Abstieg in den letzen Lebensjahren“ erleben, der ihn zum Verkauf seiner Münzsammlung und 1709 zur Versteigerung seiner über 8000 Bände umfassenden Bibliothek zwang. Zuletzt lebte er im Haus des Professors und Bibliophilen Christian Reitzer, dem er als Dank seine Manuskripte und Korrespondenz vermachte. Über Reitzer und dessen Schüler Hans Gram gelangten diese in die Dänische Königliche Bibliothek.

## Werk
Als Polyhistor war Sperling auf einem breit angelegten Feld, darunter der Numismatik, forschend und publizierend tätig. Sein besonderes Interesse galt Monumenten (eins seiner ersten Werke hatte 1675 das Hamburger Kenotaph für Papst Benedikt V. zum Inhalt), Inschriften und Münzen. 
Im Jahr 1700 erschien sein für die Entwicklung der Numismatik bedeutendes Buch De nummis non cusis tam veterum quam recentiorum (Über ungeprägte Münzen sowohl der Alten als auch der Neueren). Die umfangreiche Schrift handelt von verschiedenen Tauschmitteln und Geldformen wie keltischen Regenbogenschüsselchen, mittelalterlichen Hohl- oder Blechmünzen, Schekeln des östlichen Mittelmeerraums, prämonetärem Muschelgeld und anderen Zahlungsmitteln vieler Länder und Epochen. Im Schlusskapitel berichtet Sperling von geldförmigen Objekten insbesondere aus außereuropäischen Weltregionen, deren Funktion als Zahlungsmittel man auf den ersten Blick kaum erkennen könne. Seiner in diesem Buch entwickelten Zwei-Stufen-Theorie des Geldes zufolge betrieben Menschen zunächst mit Objekten aller Art Tauschhandel, indem sie die Materialien abzählten oder wogen; erst lange Zeit später entstanden geprägte, das heißt mit einem Abzeichen oder Hoheitszeichen versehene Münzen.
Sperling verfasste zudem eine Reihe von kleineren Abhandlungen, meistens historischen Inhalts, die in der vom seelenverwandten Jakob von Melle herausgegebenen Zeitschrift Nova literaria Maris Balthici et Septentrionis von 1698 bis 1702 erschienen.
Sperlings beide Hauptwerke, für die er über Jahre Material gesammelt und Quellen gesichtet hatte, blieben ungedruckt. Das Eine ist seine Chronik Hamburgs Chronicon Hamburgense ab anno 788 ad annum 1690. Das Werk besteht aus sechs Bänden Darstellung, zehn Ergänzungsbänden und zwei Registerbänden. Ein geplanter Ankauf durch den Hamburger Senat kam nicht zustande. 1747 ließ der Syndikus Johann Klefeker in Kopenhagen Abschriften der Berichte über die Jastram-Snitgerschen Unruhen aus dem fünften Teil der Chronik für die Commerzbibliothek und das Stadtarchiv anfertigen. Im Staatsarchiv der Freien und Hansestadt Hamburg befindet sich eine Fotokopie der gesamten Chronik.
Das Andere ist De foeminis doctis oder gynæceum, eine Studie zu nahezu 1400 gelehrten Frauen aus allen Nationen und Jahrhunderten, beginnend mit Isabella Andreini. Das Werk umfasst heute 1241 Seiten im Quartformat, die im 19. Jahrhundert in zwei Bände gebunden wurden. Hinzu kommen noch Notizen und Briefe, u. a. von Cille Gad, unter dem Titel Adversaria quaedam de feminis doctis. Sperling hatte bereits seit Anfang der 1670er Jahre daran gearbeitet, wie ein Brief von 1673 an Anne Margrethe Quitzow zeigt. Daniel Georg Morhof erwähnt das Projekt 1688 in seinem Polyhistor.
Sperlings Manuskripte werden heute zusammen mit seiner Korrespondenz in der Dänischen Königlichen Bibliothek verwahrt. Zu seinen zahlreichen Korrespondenzpartnern zählten Sophia Elisabeth Brenner und Gottfried Wilhelm Leibniz.

## Werke
- De antichresi. Diss. Kiel 1674
- Monumentum Hamburgense Benedictinum, seu, De inscriptione tumulo Benedicti Quinti, pontificis Romani .... dissertatio. Kiel: Reumann 1675 (Digitalisat)
- Commentariolus de danicae linguae et nominis antiqua gloria et praerogativa inter Septentrionales. Kopenhagen 1694
- (Hrsg.) Testamentum Dni Absolonis Archiepiscopi Lundensis. Kopenhagen: Bornheinrich 1696 (Digitalisat)
- Dissertatio de nummis non cusis tam veterum quam recentiorum. Amsterdam: Franciscus Halma 1700
- De baptismo Ethnicorum Dissertatio. Kopenhagen 1700
- De nummorum bracteatorum et cavorum nostræac superioris ætatis origine et progressu, ad Jacobum a Mellen epistola. Lübeck: Wiedemeyer 1700 (Digitalisat)
- De summe regio nomine et titulo septentrionalibus & Germanis omnibus & aliis: usitato Konning & ejus apud Danos origine, ejusque, potestate & majestate commentarius. Kopenhagen 1707
- Tractatus de borea, ejusque laudibus, Societati regiae Anglicanae inscriptus. Kopenhagen 1708
- De nomine et festo Juel, tam antiquorum, quam hodiernorum Septentrionalium. Kopenhagen 1711